# 天皇明仁退位

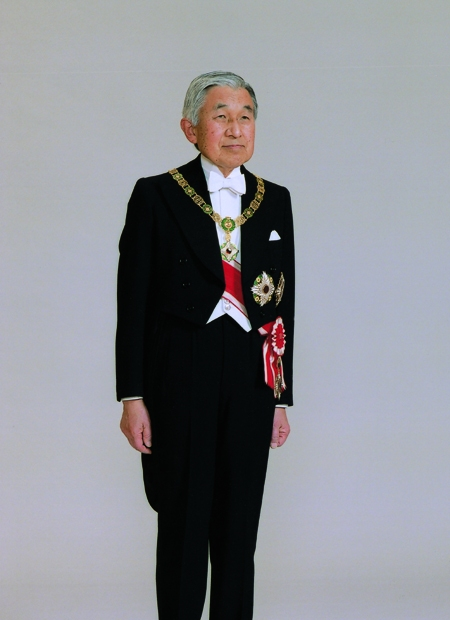
天皇明仁在退位之礼上所着的燕尾服。

天皇明仁退位，是指日本第125代天皇明仁（年號平成）在2019年4月30日退位，讓位予皇太子德仁親王。明仁是繼光格天皇在1817年讓位予仁孝天皇後，202年以來第一位生前退位的日本天皇。明仁退位後獲尊為「上皇」，沿用「陛下」敬稱。新年号「令和」于当年4月1日公布，并于2019年5月1日在皇太子德仁即位后正式生效。

## 過程

### 退位筹备阶段
2016年7月13日，NHK7點新聞首先披露年屆82歲天皇明仁因年事已高且健康不佳，有意在數年內內禪皇位予皇太子德仁親王，宮內廳否認消息。同年8月8日，明仁發表全國電視演說，正式向國民表達生前退位的意向。
日本當時的憲法或皇室典範都沒有天皇生前退位的規定，日本國會在聽取皇室成員和內閣官員意見後，提出適用於明仁生前退位的特別法，該法案由眾議院在2017年6月2日通過、參議院在6月9日通過，隨後在6月16日公布。

### 正式退位
2019年（平成31年）3月12日起，開始舉行一連串關於明仁生前退位的禮儀。明仁於同年4月30日於東京皇居舉行「退位禮正殿之儀」後，皇太子德仁親王於翌日（2019年5月1日）繼任第126代天皇，同時年號改元為「令和」，正式即位禮則在同年10月22日舉行。明仁會在退位後獲尊為「上皇」，而非日本歷史上的太上天皇，避免讓外界聯想起院政。原皇后美智子因夫君仍在世，不尊為皇太后，而尊為「上皇后」。

### 公佈新年號

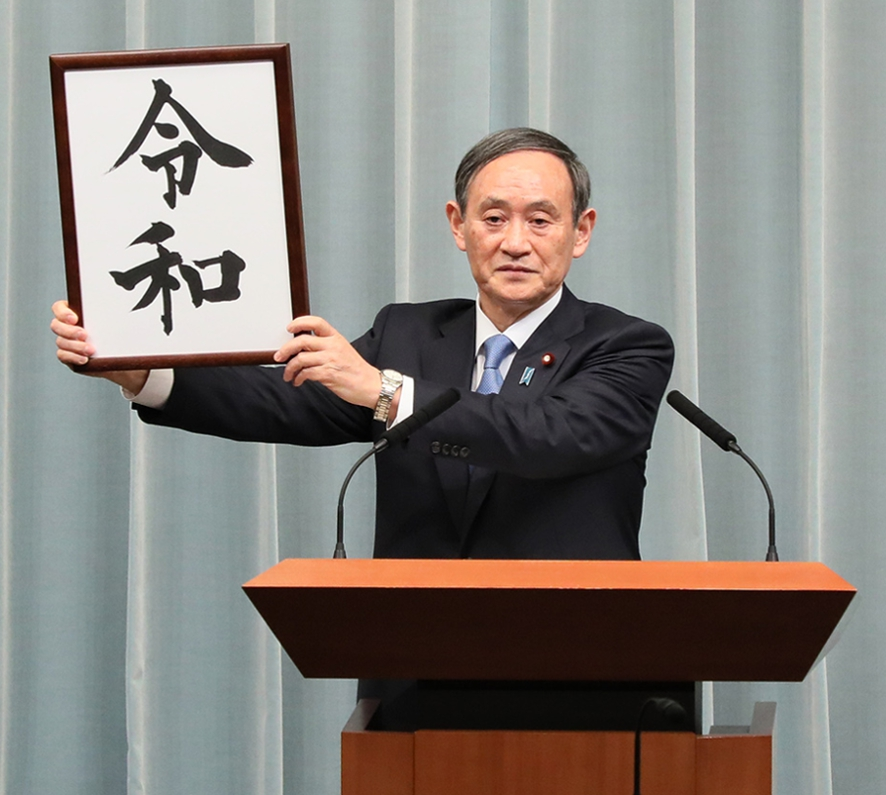
時任日本内阁官房長官菅义伟公布「令和」年号，其手举书有年号的纸牌由內閣府的辭令專門官茂住修身书写。

2017年12月1日，經皇室会议商討後，決定明仁於2019年4月30日「生前退位」（讓位）、皇太子德仁親王於5月1日即位並更改年號，為日本第一個引用典故非中國傳統典籍的年號。此次新年號選定過程中，除獲選者「令和」外，據報其餘候選年號共有5個，分別為「久化」、「英弘」、「廣至」、「萬和」與「萬保」；最後「令和」獲大多數專家支持而中選；而「令和」的提案者可能為日本文化研究中心名譽教授中西進。
2019年4月1日上午9時30分至10時8分，日本內閣在召開專家座談會，並且在10時20分聽取參議院與眾議院两院之正、副議長的意見之後，立即召開臨時內閣會議作出最終決定，再送交給天皇明仁批閱後，正式生效，並於11時40分由內閣官房長官菅義偉於總理大臣官邸公布，公布新年号为“令和”。同日，外务省向获日本承认的195个国家，以及联合国、欧洲联盟等国际组织通告日本新年号的羅馬字拼寫为“Reiwa”。對沒有與日本建立邦交的中華民國，則由日本台灣交流協會告知。

### 退位禮正殿之儀
退位仪式仅有退位礼正殿之仪一项，属于国事。仪式于2019年（平成31年）4月30日下午5时（UTC+9）在皇居正殿松之间內举行。
参加者也会出席翌日的即位仪式。天皇随剑、玉玺及国玺进入松之间。之后，在皇后美智子、皇太子德仁亲王为首的皇族；参、众议院院长，内阁总理大臣，最高裁判所长官齐聚之时，由时任内阁总理大臣安倍晋三报告天皇退位之事、诵读《国民代表辞书》。之后，依照之前于定例阁议时的决定，天皇致辞。
| 国民代表辞书 謹此致辭。 天皇陛下根據皇室典範特例法的規定，將於本日退位。 平成的30年裏，在「內平外成」這一願望之下，我們和天皇陛下一起前進。在這期間，天皇陛下祈禱國家的安寧和國民的幸福，誠心誠意承擔一項項公務，承擔了作為日本國及日本國民整體象徵的職責。 我國享受著和平與繁榮，另一方面，面臨頻發的嚴重自然災害等諸多困難。在這樣的時刻，天皇陛下和皇后陛下一起走近國民，在災民的身邊表示鼓勵，給國民帶來迎接明天的勇氣和希望。 今天在這裡迎接退位之日，回顧以前的歲月，想到任何時候都和國民苦樂與共的天皇陛下的內心，再一次表達深深的敬愛和感謝之意。 我們將把天皇陛下至今的腳步銘刻在心，為構築和平、充滿希望且值得驕傲的日本光輝未來，進一步付出最大努力。 衷心祝願天皇、皇后兩陛下永遠健康。 在這裡，向天皇皇后兩陛下表示衷心的感謝，祝願皇室更加昌盛。 | 退位前最後的 值此今日，我將結束作為天皇的任務。 剛才，安倍內閣總理大臣代表國民致辭，對此深表謝意。 即位30年來，能夠懷著對國民的深切信賴和敬愛，履行迄今為止作為天皇的任務，感到很幸福。對於接納、支持作為象徵的我的國民，由衷表示感謝。 我與皇后一起由衷期盼，明天開啟的「令和」新時代擁有和平與豐碩成果，在此為我國與全世界民眾的安寧與幸福祈願。 |

## 評論與爭議

### 改元问题

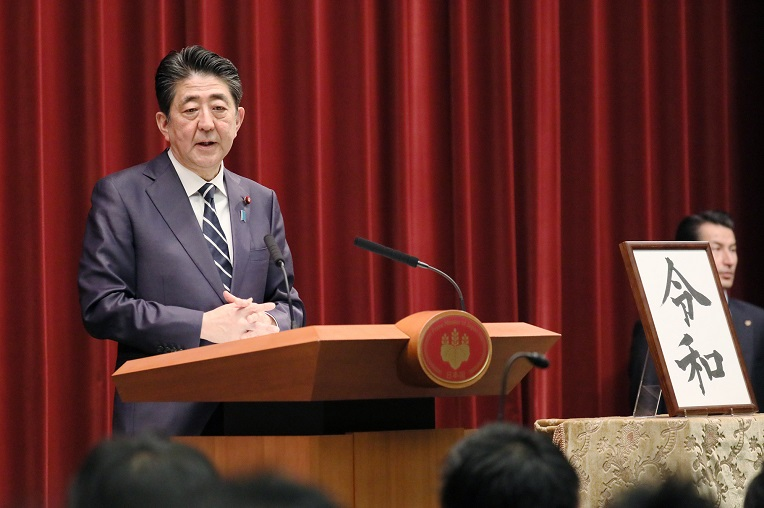
時任日本內閣總理大臣安倍晋三在记者会中说明新年号的含义。

時事評論員香睿剛认为日本內閣總理大臣安倍晉三採用日本本土文化的年號有向保守選民爭取支持的意圖。
有民眾憂慮，若按慣例採英文首字母縮寫紀年，則2033年、2036年及2038年會出現R15、R18及R20字樣，即15禁、18禁及20禁之類的尷尬情況。
以往新年號往往在新天皇即位才公布，日本政府此次為便於各政府機關及民間有時間準備而提前公布年號亦是一改以往慣例，为日本宪政史上首次，日本保守派對此舉動表達不滿，引致兩任天皇“双重权威”的担忧。日本右翼团体中的日本会議在其杂志表達了“遗憾之意”，同時批評在天皇交接前公布新年号的做法“历史上不曾有过”。
民众评价方面，依调查者不同，也有不同的结果。根据雅虎日本调查问卷显示，超过六成参与者对「令和」有正面印象。根据共同社的电话调查显示，73.7%受访者对「令和」抱有好感，15.7%受访者则表示没有好感。
法新社在報導日本本次「改元」時對新年號「令和」中「令」字的翻譯有兩種解讀：
- 一是按照在《萬葉集》原文中「令」字的「美好」之意而譯為「good」，或「auspicious」（「吉祥」、「吉利」）；
- 二是按照現代詞意譯作「order」（即「秩序」），或「command」（即「命令」）。英国广播公司的報導中曾採用此解釋，提及「令和」有「order and harmony」（即「秩序與和諧」）的意思[26]。

而日本外務省在4月3日對駐外使領館發出指示，要求其對海外說明「令和」有「beautiful harmony」（美麗的和諧）之意。